# 奧萊赫·舒普里亞克
奧萊赫·伊里奇·舒普利亚克（羅馬化：Oleh Illich Shupliak；1967年9月23日—），乌克兰艺术家，维塔利·舒普利亚克之父。奧萊赫·舒普利亚克1991年從利沃夫国立理工大学建筑系畢業。他是官方舉辦的塔拉斯·舍甫琴科诞辰200周年活動标志的设计者。